# Sozialismus in den Farben der DDR
Sozialismus in den Farben der DDR ist ein Begriff, den der langjährige Generalsekretär des Zentralkomitees (ZK) der SED Erich Honecker Ende 1988 prägte und mit dem er sich vom Reformprojekt Michail Gorbatschows distanzierte.

## Hintergrund
Die SED-Führung stand dem Reformkurs Michail Gorbatschows, der sich in den Konzepten von Perestroika („Umgestaltung“) und Glasnost („Offenheit“) konkretisierte, und auch den Reformansätzen Polens und Ungarns distanziert gegenüber. Statt grundlegender wirtschaftlicher und politischer Reformen in Form marktwirtschaftlicher Elemente, demokratischer Teilhabe und der Gewährung von Rede- und Pressefreiheit hielt das ZK der SED an seinem Führungsprinzip des Demokratischen Zentralismus fest und betonte gegenüber der Sowjetunion die Eigenständigkeit der DDR, auch in Fragen der sozialistischen Ideologie. Gefürchtet wurde auch die potenzielle revolutionäre Dynamik eines Umbaus des Sozialismus im System der DDR.
Begrifflich ist der Sozialismus in den Farben der DDR an den Sozialismus in den Farben Frankreichs angelehnt, die programmatische Selbstbeschreibung der französischen Kommunisten aus dem Jahr 1976, die damit allerdings die Anerkennung der bürgerlichen Demokratie meinten und sich zugleich vom Ziel der Diktatur des Proletariats verabschiedeten.

## Verwendung des Begriffs
Erstmals gebrauchte Erich Honecker den Begriff am 11. November 1988 in einer Rede vor Sportlern, die von den Olympischen Sommerspielen zurückgekehrt waren. Bekannter wurde die Wendung, als der SED-Generalsekretär sie am 29. Dezember 1988 anlässlich des 70. Jahrestages der Gründung der KPD erneut verwendete.